# Чемпионат мира по летнему биатлону 1999
4-й чемпионат мира по летнему биатлону прошёл в белорусских Раубичах (под Минском) в 1999 году. Было разыграно по 3 комплекта наград в кроссовых гонках у мужчин и женщин — в спринте, гонке преследования и эстафете.

## Результаты гонок чемпионата
| Гонка                                           | Мужчины | Женщины |
| Спринт Мужчины: 6 км Женщины: 4 км              | 1. Рустам Валиуллин 2. Вадим Сашурин 3. Алексей Кобелев | 1. Светлана Ишмуратова 2. Наталья Левченкова 3. Магдалена Гжива |
| Гонка преследования Мужчины: 8 км Женщины: 6 км | 1. Вадим Сашурин 2. Илмарс Брицис 3. Алексей Кобелев | 1. Наталья Соколова 2. Светлана Ишмуратова 3. Наталья Левченкова |
| Эстафета Мужчины: 4х6 км Женщины: 4х4 км        | 1. Россия (Алексей Кобелев, Сергей Просвирнин, Алексей Ковязин, Дмитрий Никифоров) 2. Латвия (Олег Малюхин, Гундарс Упениекс, Екабс Накумс, Илмарс Брицис) 3. Эстония (Дмитрий Боровик, Роланд Лессинг, Индрек Тобрелутс, Маргус Адер) | 1. Россия (Наталья Левченкова, Евгения Михайлова, Наталья Соколова, Светлана Ишмуратова) 2. Беларусь (Инна Шешкиль, Наталья Пермякова, Ирина Тананайко, Светлана Парамыгина) 3. Украина (Оксана Глова, Оксана Яковлева, Татьяна Литовченко, Ирина Меркушина) |

## Медальный зачёт
| Место | Страна   |   |   |   | Всего |
| ----- | -------- | - | - | - | ----- |
| 1     | Россия   | 4 | 2 | 3 | 9     |
| 2     | Беларусь | 2 | 2 | 0 | 4     |
| 3     | Латвия   | 0 | 2 | 0 | 2     |
| 4=    | Польша   | 0 | 0 | 1 | 1     |
| 4=    | Эстония  | 0 | 0 | 1 | 1     |
| 4=    | Украина  | 0 | 0 | 1 | 1     |
|       | Всего    | 6 | 6 | 6 | 18    |